# The Lost Girls
The Lost Girls è un film inglese del 2022 diretto da Livia De Paolis.

## Trama
Anni dopo gli eventi del romanzo originale, proprio come sua nonna e sua madre Jane, Wendy Darling Braveman deve sfuggire al controllo di Peter Pan su di lei e alla promessa che lui vuole che mantenga.

## Produzione
Nel settembre 2019 è stato annunciato che Livia De Paolis avrebbe adattato il romanzo di Laurie Anne Fox per realizzarne un film. Emma Thompson, Ellen Burstyn, e Gaia Wise erano state originariamente scelte per recitare nel film al fianco della regista, ma hanno lasciato il progetto. Joely Richardson, Vanessa Redgrave, ed Ella-Rae Smith sono state poi scelte per sostituirle. Julian Ovenden, Parker Sawyers, Emily Carey, Louis Partridge e Iain Glen hanno completato il cast.
Le riprese principali si sono svolte in Inghilterra con il supporto delle British Screen Sector Task Forces, e si sono concluse nel settembre 2020.

## Distribuzione
Il film è uscito nelle sale cinematografiche e nelle piattaforme di streaming il 17 giugno 2022. Myriad Pictures è responsabile della distribuzione internazionale. Altitude ha poi acquistato i diritti del film per la distribuzione nel Regno Unito e in Irlanda.
Il film in Italia è disponibile su Apple TV+, Google Play e Prime Video dal 17 giugno 2024 con il titolo di Peter Wendy e le ragazze perdute.